# Ballophilus filiformis
Ballophilus filiformis är en mångfotingart som beskrevs av Carl Graf Attems 1953. Ballophilus filiformis ingår i släktet Ballophilus och familjen Ballophilidae. Inga underarter finns listade i Catalogue of Life.